# Bikapur
Bikapur là một thị xã và là một nagar panchayat của quận Faizabad thuộc bang Uttar Pradesh, Ấn Độ.

## Địa lý
Bikapur có vị trí 26°36′B 82°08′Đ / 26,6°B 82,13°Đ Nó có độ cao trung bình là 91 mét (298 foot).

## Nhân khẩu
Theo điều tra dân số năm 2001 của Ấn Độ, Bikapur có dân số 12.355 người. Phái nam chiếm 51% tổng số dân và phái nữ chiếm 49%. Bikapur có tỷ lệ 52% biết đọc biết viết, thấp hơn tỷ lệ trung bình toàn quốc là 59,5%: tỷ lệ cho phái nam là 63%, và tỷ lệ cho phái nữ là 39%. Tại Bikapur, 17% dân số nhỏ hơn 6 tuổi.